# Индепенденс (Юта)
Индепенденс (англ. Independence) — городок в округе Уосатч, штат Юта, США. Согласно переписи 2010 года, население составляет 164 человека.

## История
В 2007 году Легислатура Юты единогласно приняла законопроект, вносящий поправки в закон штата о петициях об образовании тауна. Новые положения позволяли подать петицию об образовании нового тауна с населением от 100 до 999 человек. Нужно было предоставить подписи владельцев большей части земельного участка. Если петиция соответствовала условиям закона штата и подписавшие владели большей частью земли по стоимости, новый закон требовал, чтобы правительство округа удовлетворяло её и назначало мэра и городской совет.
Группа землевладельцев округа Уосатч во главе с застройщиком Мелом Маккуорри подала первую петицию о регистрации Индепенденса 12 октября 2007 года, но её отклонили из-за неполного кадастра. Повторная заявка была подана 17 декабря 2007 года. 13 февраля 2008 года вторая петиция тоже была отклонена, на этот раз из-за недостаточного населения.
К марту 2008 года легислатура снова внесла поправки в закон, которые требовали, чтобы петиция о регистрации была поддержана половиной жителей, и предусматривали избрание мэра и городского совета. Также у петиции должно было быть не менее пяти спонсоров, которым не разрешалось владеть более чем 40 процентами земли. 2 апреля 2008 года совет округа наконец удовлетворил петицию об образовании тауна.

## География
Согласно данным Бюро переписи населения США, Индепенденс имеет общую площадь в 79,12 км². Таун полностью располагается на суше.

## Население
| Год переписи                               | Нас. |  | %± |
| ------------------------------------------ | ---- |  | -- |
| 2010                                       | 164  |  | —  |
| 2010–2010 — перепись населения. Источники: |      |  |    |